# 비스마르크호를 격침하라
비스마르크호를 격침하라(Sink The Bismarck!)는 영국에서 제작된 루이스 길버트 감독의 1960년 전쟁, 액션, 드라마 영화이다. 케네스 모어 등이 주연으로 출연하였고 존 브라번 등이 제작에 참여하였다.
이 영화는 조니 호튼의 1960년 노래 Sink the Bismarck에 대한 영감이 있었다.

## 출연

### 주연
- 케네스 모어
- 데이너 윈터

### 조연
- 칼 모너
- 로렌스 네스미스
- 제프리 킨
- 카렐 스테파넥
- 마이클 홀든
- 모리스 덴험
- 마이클 구들리프
- 에스몬드 나이트
- 잭 웨이틀링
- 잭 그윌림
- 마크 디그넘
- 어니스트 클락
- 존 호슬리
- 피터 버튼
- 시드니 테이플러
- 존 스튜어트
- 월터 허드
- 숀 바렛
- 에드워드 머로

## 제작진
- 원작자: C.S. 포레스터
- 배역: 노라 로버츠

## 같이 보기
- 덴마크 해협 해전